# Рыцари чёрного озера
«Рыцари чёрного озера» (азерб. Qara gölün cəngavərləri) — историко-революционный цветной художественный фильм, снятый в 1984 году режиссёром Энвер Аблучем на киностудии «Азербайджанфильм».
Экранизация повести С. Велиева «Кулик». Премьера фильма состоялась 24 марта 1985 года.

## Сюжет
Действие происходит в 1905 году во время первой русской революции в посёлке рабочих-нефтяников. Из-за невыносимых условий труда рабочие начинают бастовать.
Герои фильма — дети и подростки, которые также как и взрослые, страдают от трудностей быта и тяжёлой работы — вместе со взрослыми участвуют в революционной борьбе с эксплуататорами и первых забастовках нефтяников.

## В ролях
- Натиг Абдуллаев — Алиш
- Камран Ахмедов — Фарух
- Хашим Гадоев — Кули
- Гасан Аблуч — Джамшид Гусейнов
- Гаджимурад Ягизаров — Фаттахов
- Борис Гусаков — Василий
- Кямран Шахмарданов — Чиби
- Вугар Касимов
- Камран Джалолов — Ибис
- Ниджат Керимов — Явар
- Гюнай Рагимова — Сурья
- Земфира Садыхова — Фатьма
- Али Самедов — Самед
- Гаджи Исмайлов — Бакир
- Рафик Алиев
- Рамиз Меликов — Подорупич
- Валихад Валиев — Мустафаев
- Мухтар Авшаров
- Мухтар Маниев
- Самандар Рзаев — Агакерим
- Гаджимурад Ягизаров — Фаттахов

## Награды
- На Всесоюзном кинофестивале в Минске (1985) фильм «Рыцари чёрного озера» был награждён Призом ЦК ВЛКСМ.